# 牛島町 (名古屋市)
- 日本 > 愛知県 > 名古屋市 > 西区 > 牛島町
- 日本 > 愛知県 > 名古屋市 > 中村区 > 牛島町

牛島町（うしじまちょう）は、愛知県名古屋市西区・中村区にある地名。郵便番号は451-0046だが、町内に位置する名古屋ルーセントタワー内に階層ごとに郵便番号が設定されている。住居表示実施地区。

## 地理
西区南西端部・中村区北東部に位置する。西は中村区亀島、南は名駅、北は則武新町に接する。西区と中村区にまたがって存在しているが、中村区牛島町は設定当時より道路と敷地の一部のみであり、多くは西区にあたる。町域西端をJR東海・東海道新幹線・東海道本線が通過し、町域中央地下を名鉄名古屋本線が、町域東端の名駅通地下を名古屋市営地下鉄（名古屋市交通局）東山線が通過している。町域北端は愛知県道200号名古屋甚目寺線（外堀通）が東西に通過している。

## 歴史

### 町名の由来
則武町の小字名「牛島」による。

### 行政区画の変遷
- 1940年（昭和15年）5月1日 - 西区則武町の一部より、西区牛島町成立[4][1]。
- 1940年（昭和15年）5月18日 - 西区則武町の一部を編入[1]。
- 1977年（昭和52年）10月23日 - 中村区笹島町・広井町の各一部より、中村区牛島町が成立[5]。西区則武町・輪ノ内町の各一部を西区牛島町に編入、一部が名駅一丁目に編入される[1]。
- 1978年（昭和53年）10月15日 - 西区輪ノ内町の一部を西区牛島町に編入[1]。
- 1981年（昭和56年）4月29日 - 西区則武新町・則武町の各一部を西区牛島町に編入、一部が西区則武新町三丁目となる[1]。

## 世帯数と人口
2019年（平成31年）2月1日現在の世帯数と人口は以下の通りである。
| 町丁   | 世帯数  | 人口  |
| ------ | ------- | ----- |
| 牛島町 | 251世帯 | 328人 |

### 人口の変遷
国勢調査による人口の推移
| 1995年（平成7年）  | 373人 | [ WEB 5 ] |  |
| 2000年（平成12年） | 357人 | [ WEB 6 ] |  |
| 2005年（平成17年） | 267人 | [ WEB 7 ] |  |
| 2010年（平成22年） | 427人 | [ WEB 8 ] |  |
| 2015年（平成27年） | 456人 | [ WEB 9 ] |  |

## 学区
市立小・中学校に通う場合、学校等は以下の通りとなる。また、公立高等学校に通う場合の学区は以下の通りとなる。
| 番・番地等 | 小学校                 | 中学校               | 高等学校 |
| ---------- | ---------------------- | -------------------- | -------- |
| 全域       | 名古屋市立なごや小学校 | 名古屋市立菊井中学校 | 尾張学区 |

## 交通

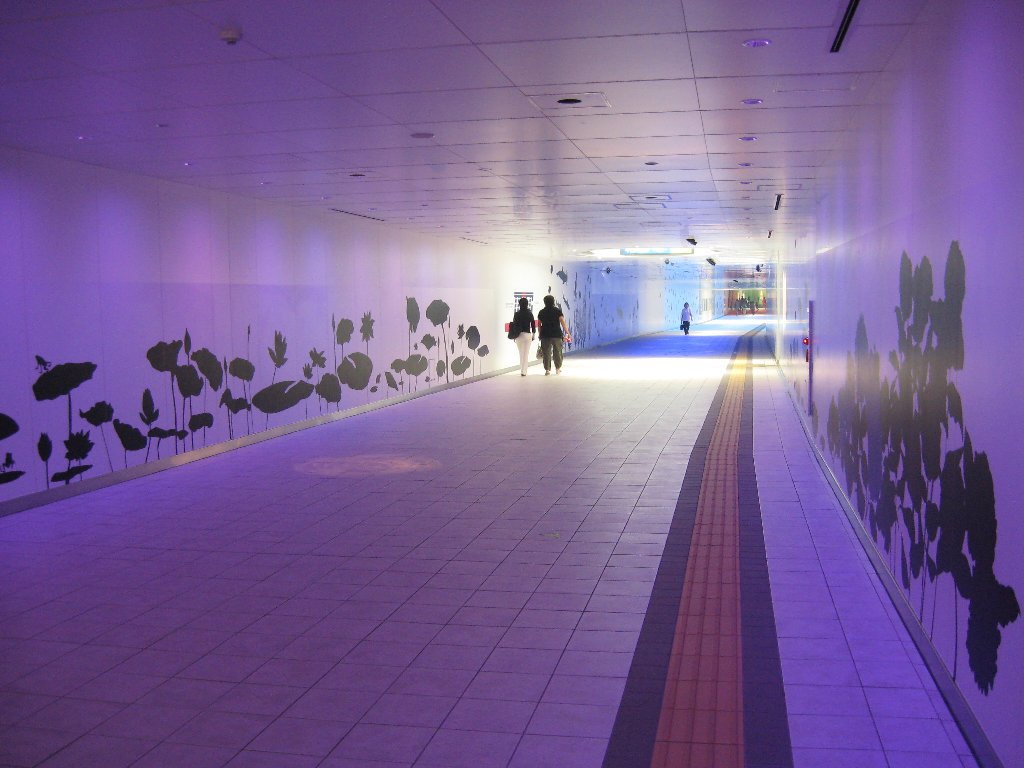
ルーセントアベニュー

### 鉄道
以下の路線が町域を通過するが駅はない。ただし、名古屋駅と名古屋ルーセントタワーを結ぶ地下連絡通路である「ルーセントアベニュー」が所在している。
- JR東海
  - 東海道新幹線
  - 東海道本線
- 名鉄
  - 名古屋本線
- 名古屋市交通局
  - 名古屋市営地下鉄東山線

### バス
- 名古屋市営バス（名古屋市交通局）
  - ノリタケの森停留所[WEB 12]
    - 1番のりば - ■名駅11号系統・■名駅25号系統（名古屋駅行）
    - 3番のりば - ■名駅11号系統・■名駅25号系統（左回り名古屋駅行）

### 道路
- 愛知県道200号名古屋甚目寺線（外堀通）
- 名駅通

## 施設
- 名古屋ルーセントタワー
- 中部電力牛島町変電所
- 国際調理師専門学校名駅校
- 東洋調理技術学院
- 名古屋逓信会館

### WEB
1. 1 2  “町・丁目(大字)別、年齢(10歳階級)別公簿人口(全市・区別)”.   名古屋市 (2019年2月20日). 2019年2月20日閲覧。
2. ↑  “郵便番号”.  日本郵便. 2019年2月10日閲覧。
3. ↑  “市外局番の一覧”.   総務省. 2019年1月6日閲覧。
4. ↑  日本郵便. “郵便番号検索 愛知県 > 名古屋市西区の郵便番号一覧”. 2013年11月16日閲覧。
5. ↑  総務省統計局 (2014年3月28日). “平成7年国勢調査の調査結果(e-Stat) - 男女別人口及び世帯数 －町丁・字等” (CSV). 2019年4月27日閲覧。
6. ↑  総務省統計局 (2014年5月30日). “平成12年国勢調査の調査結果(e-Stat) - 男女別人口及び世帯数 －町丁・字等” (CSV). 2019年4月27日閲覧。
7. ↑  総務省統計局 (2014年6月27日). “平成17年国勢調査の調査結果(e-Stat) - 男女別人口及び世帯数 －町丁・字等” (CSV). 2019年4月27日閲覧。
8. ↑  総務省統計局 (2012年1月20日). “平成22年国勢調査の調査結果(e-Stat) - 男女別人口及び世帯数 －町丁・字等” (CSV). 2019年4月27日閲覧。
9. ↑  総務省統計局 (2017年1月27日). “平成27年国勢調査の調査結果(e-Stat) - 男女別人口及び世帯数 －町丁・字等” (CSV). 2019年4月27日閲覧。
10. ↑  “市立小・中学校の通学区域一覧”.   名古屋市 (2018年11月10日). 2019年1月14日閲覧。
11. ↑  “平成29年度以降の愛知県公立高等学校（全日制課程）入学者選抜における通学区域並びに群及びグループ分け案について”.   愛知県教育委員会 (2015年2月16日). 2019年1月14日閲覧。
12. ↑  名古屋市交通局. “名古屋市交通局 なごや地図ナビ ノリタケの森”. 2013年8月31日閲覧。

### 書籍
1. 1 2 3 4 5 6  名古屋市計画局 1992, p. 758.
2. 1 2 3 4  「角川日本地名大辞典」編纂委員会 1989, p. 1505.
3. ↑  「角川日本地名大辞典」編纂委員会 1989, p. 1496.
4. ↑  「角川日本地名大辞典」編纂委員会 1989, p. 219.
5. ↑  名古屋市計画局 1992, p. 768.